# O Ibopatinga
O Ibopatinga foi um jornal brasileiro publicado nos municípios de Paratinga e Ibotirama, no estado da Bahia, que teve início no final da década de 1950 e durou até meados da década de 1970.

## Histórico
O Ibopatinga foi fundado em 1958, a partir de um movimento político estudantil formado em Paratinga chamado Frente Nacionalista Paratinguense, que também contou com a participação de estudantes do município de Ibotirama, recém-emancipado. Sob influência dos movimentos nacionalistas de esquerda no Brasil que geravam periódicos como O Semanário, O Ibopatinga era impresso em Belo Horizonte e circulava notícias de várias cidades do interior da Bahia, como Bom Jesus da Lapa e Barreiras. O jornal era marcado pela colaboração de várias figuras notáveis da região, como o radialista e escritor José Evandro de Oliveira Brandão e o poeta Carlos Fernando Filgueiras de Magalhães, enquanto uma das figuras mais notáveis do movimento, Zenon Leal Porto, foi eleito prefeito de Paratinga nas eleições municipais de 1962.
Em entrevista de 2017, Zenon disse que o jornal não se manteve por seus custos. "Não tinha comércio para financiar o jornal. A turma também que estudava em Belo Horizonte e fazia o jornal, de qualquer maneira, foi se distanciando e viajando. Eu mesmo viajei e tudo ficava mais difícil".